# Alojz Orel
Alojz Orel (Ljubljana, 19. lipnja 1918. – Pula, 10. lipnja 2002.) umjetnički i dokumentaristički fotograf. Višestruko nagrađivan, svoje radove izlagao je na mnogobrojnim samostalnim i skupnim izložbama u zemlji i inozemstvu. Osim po iznimnom fotografskom talentu, Alojz Orel je zapamćen kao fotograf zaljubljen u slobodu i eksperimentiranje koristeći se gotovo svim poznatim tehnikama.

## Profesionalni put
Za stručnog fotografa zanat uči u Brežicama u fotografskoj radionici Vinka Baveca, gdje je radio tri godine, do 1935.kada se zapošljava se u Škofjoj Loki u atelijeru Janka Scherhausa, gdje započinje njegova prava profesionalna fotografska karijera. U Zagreb prelazi 1936.godine te pod utjecajem Fotokluba Zagreb, i njegova tajnika Augusta Frajtića i fenomena nazvanog Zagrebačka škola, započinje njegov fotografski razvoj. S uglednim retušerom Petrom Vekićem 1941.godine otvara „Atelier Foto Vekić“. Od 1945. do 1946. godine presjedava Sindikatom fotografa koji tada broji 300 članova.
Godina 1947.bila je ključna u životu velikog fotografa jer je iste godine, nakon i formalnog učlanjenja u „Fotoklub Zagreb“, doselio u tada ratom razrušenu Pulu. Iste godine, sada već kao vrhunski fotograf, otvara i samostalni foto atelier „Foto Orel“ na trgu Portarata. Godinu dana kasnije započinje s foto tečajevima u Željezničkom tehnikumu, da bi 1951.godine postao i suosnivač Fotokluba pri Narodnoj tehnici.
Njegova zaljubljenost u staru ljepoticu Pulu rezultirala je osnivanjem Turističkog društva Pula, pružajući njene vedute svijetu očima čovjeka jedinstvenog umjetničkog duha.
Današnja zbirka njegovih radova se sastoji od preko 40.000 fotografija.

## Fantastični realizam
Pokret fantastičnog realizma, gdje se fantastični elementi miješaju sa stvarnim svijetom, odraz je slobode suvremenih autora koji je Orelu gotovo savršeno pristajao.
Od velikog broja njegovih fotografija, važno je izdvojiti rad „Nona se vraća kući“, koji prikazuje crnu siluetu žene koja je ostvarivala umjetnikovu nakanu da prikaže svoj doživljaj magične Istre i njezine izvanvremenske dimenzije smještajući je u uvijek drugačije istarske pejzaže. (²)
Fotografija „Dijete u prolazu“ iz 1956. jedan je od od najljepših primjera fantastičnog realizma. Izborom motiva, solarizacijom i kolorističkim efektima Orel s lakoćom prelazi na drugu stranu stvarnosti. Upravo su kolorističke intervencije u fotografiju Alojza Orela bitne za njegovo potpuno i osobno postignuće fotografije fantastčnog realizma.

## Kolor-solarizacija
Povijest eksperimenata u fotografiji prati početak same fotografije u čemu je Alojz Orel bio vrlo istaknuti predstavnik. 
Solarizacija u fotografiji, često znana i kao Sabattier efekt, u crno-bijeloj tehnici proslavljena je velikim fotografskim imenima kao što su Man Ray, Laslo Moholy-Nagy, Callahan, Otto Steinert i drugi koji su postizali snovite i neobične efekte, te omogućavali „promaknuće“stvarnih oblika u umjetničke.
Kolor-solarizacija postigla je masovni uspjeh 60-ih godina prošlog stoljeća, ali je malo poznat podatak da je upravo Alojz Orel njen začetnik u svijetu. Naime, nakon završenog tečaja za fotografiju u boji Agfacolora 1953.godine, Orel pun istraživačkog duha, već 1954.godine kreće s kolor-solarizacijom stvarajući izuzetne fotografije fantastičnog ugođaja koje i danas odišu avangardom.

## Portreti
Četrdesetih godina Orela je zaokupilo portretiranje lica običnih ljudi, kao i tadašnje svjetske suvremenike, stavljajući naglasak prvenstveno osobne, sasvim ljudske pečate modela, koje tijekom godina rada uzdiže u novu sferu portretne fotografije.
„Klošar“ – iz 1948.godine fotografiran s iznimnom osjetljivošću i postizanju opuštene osobnosti samog klošara, gotovo nadrealne uvjerljivosti koja umalo graniči s mišlju da je portretirani muškarac zapravo glumac, te uz postizanje visoke tehničke kvalitete, „Klošar“ predstavlja izuzetan portret muškarca (²).„Nona iz Vareški“ – Orelov najpopularniji portret, iz 1949.godine, prikazuje tipičnu Istranku u tamnoj odjeći s rupcem na glavi fotografiranu u klasičnoj rasvjeti tamne pozadine samo s osvijetljenim licem i rukama. Fotografirana u pravom trenutku, 80godišnja opuštena žena nasmijano gleda u fotoaparat omogućujući Orelu postizanje izuzetnog portreta prostodušnosti. (³)
„Glumac“ – iz istoimene serije fotografija nastalih pri prikazivanju kazališne predstave „Otello“ 1954.godine, ističe se fotografija mletačkog generala koja prikazuje muškarca zatamnjenog lica, našminkanog za predstavu, koja predstavlja onaj sreto uhvaćeni treutak koji portret čini uzbudljivim (²). „Nona čuva kuću“ – iz 1953.godine, kombinacija je klasičnog portreta lica none (bake) i crno-bijele fotografije kola ispred kuće. Fotomontažom ova je fotografija postala izravan predstavnik fantastičnog realizma.

## Ciklus „Regata“
Orelov vjerojatno krunski ciklus „Regata“ nastao je tijekom deset godina 1955. – 1965. Da bi dočarao brzinu, vjetar, uzbuđenje, a ponajviše fantastičnost jedriličarske plovidbe, Orel je osobitim snimateljskim i laboratorijskim postupcima u crno-bijeloj, toniranoj i fotografiji u boji ostvario neobična djela. Pomicanjem objektiva postigao je neobičan titravi učinak nestajanja. Osnovni je učinak „Regate“ nestvarnost, snovitost, produhovljenost i neispričiva ljepota.

## Aktovi
Javnosti dosad skoro nepoznati ciklusi aktova Alojza Orela majstorski su primjer fotografiranja. Sustavno je razrađivao temu akta u duhu svog poimanja fotogradije kao izmijenjene i domaštane stvarnosti što je rezultiralo djelima iznimne senzualnosti.
Sebi svojstveno eksperimentiranje dočarao je u seriji fotografiranja kroz kristal kako bi postigao čudesne učinke ponavljanja, dubine, fantastiku i ekstazu. (²)Solarizira fotografije uživajući u igri stvaranja svjetlosnih otoka na tijelima snimljenih ljepotica. Komponira višestruke snimke aktova osobitim, prizmatičnim dodatkom na objektivu.(²)

## Pejzaži
Od svog dolaska u Istru, Orel postaje kroničar ljepote istarskog krajolika. Statistike pokazuju da je autor preko trideset tisuća snimaka Pule i Istre čime postaje neprocjenjiv portretist Istre. Očaran istarskim svjetlom te bojama te bogatom baštinom, Orel je iskazivao zadivljenost.(¹)
Fotografijom „Savudrija“ iz 1950. Orel fotografira čamce koji vise poput rublja na užetu, bizarnošću motiva, neobičnim kutom snimanja, te kasnijom obradom, stvara fotografiju fantastičnog ugođaja.(²)
Česti Orelov motiv je i ribarska mreža. Na tim fotografijama izdvajanjem detalja i naglašavanjem njihove slikovitosti približava se apstraktnoj kompoziciji slike.(²) Iz pregršta istarskih pejzaža svakako valja izdvojiti fotografije „Hobotnice“, „Paz-Učka“, „Savičenta“, „Trgetari“ i „Plodovi zemlje“.

## Etnografska fotografija
Orelova arhiva predstavlja danas neprocjenjivu povijesnu baštinu.
Motivi običaja, života i rada nekadašnje Istre, te nekih nepovratno izgubljenih samo istarskih dragocjenosti, izuzetno su prikazani u tisućama fotografija. Očaran boškarinom, nudio je misao o moćnoj i „svetoj“ životinji koja se najbolje ističe u fotografiji „Boškarini u Vižinadi“ iz 1960. koja prikazuje dva upregnuta goveda s brnjicama na gubicama koja, premda su u paru, u crvenoj rasvjeti fotografije dopunjuju fantastičnost ugođaja moguće prapovijesti.(²)

„Zelena laguna-Poreč“ svjedočanski upečatljivo prikazuje ovce na paši, ali i zadivljeno govori o tematsko-poetskoj osnovi Orelovih fotografija.(²)

## Dokumentarna fotografija
Od svog samog dolaska u ratom razrušenu Pulu 1947.godine, Alojz Orel stvara mnogobrojne dokumentarističke prikaze ranjenog grada i stvara jedinstvenu arhivu pulske bolne povijesti. Skoro sasvim sravnjeni dijelovi grada, mnogobrojni neprocjenjivi antički i srednjovjekovni spomenici na njegovim su fotografijama prikazani oštrim okom i empatijom svojstvenom samo istinskom zaljubljeniku u ljepotu. Orelov dokumentarizam dotiče ponovno uzdizanje grada, njegovih ljudi i događaja.
Alojz Orel je i autor prve fotografije u boji Pule, jedini tadašnji fotografski kroničar začetaka Filmskog festivala u Puli, omiljeni fotograf Josipa Broza Tita i njeogovih brojnih slavnih gostiju, ondašnjih popularnih glumaca i modela, te brojnih drugih aktualnih imena.
Njegovi zapaženi radovi nalaze se u raznim muzejima. Fotografirajući povijesnu, arhitektonsku, arheološku i etnografsku baštinu uspješno je obilježio mnoga povijesna razdoblja, time stvarajući trajne zapise za buduće naraštaje.

Osim navedenih radova, možda su najvrijednije fotografije anonimnih ljudi i njihovog rada gdje je sebi svojstvenom osobitošću stvorio majstorska djela ribara, varioca, lučkih radnika, tkalaca, stočara i raznih drugih u karakterističnim radnim pozama.(²) Svakako treba izdvojiti fotografije „Malo topline“, „Varioc“, „Ribar koji krpa mrežu“ i seriju „Staklopuhači“.

## Privatni život
Poznat i kao jedan od posljednjih gradskih boema, koji nikada nije propuštao ni najmanji gradski događaj, ostao je zapamćen i kao vrlo produktivan autor, radno izuzetno discipliniran, kojemu je fotografija bila glavni fokus i zbog koje se nije štedio. Njegovi kolege su isticali da su te silne tisuće fotografija istoznačne kilometrima koje je propješačio zbog svog stvaralaštva.
Njegovu iskru i nepresušnu strast za istraživanjem, hrabrost, važnost za neprestanim fotografskim obrazovanjem i usavršavanjem, nasuprot današnjeg konzumentskog i površnog bavljenja fotografijom, možda je najbolje iskazati njegovim vlastitim riječima: „U mojim počecima, da bi se čovjek bavio fotografijom trebao je poznavati zanat, imati znanje, stalno učiti i eksperimentirati... danas je najlakše biti fotograf...“